# Antoine-Marguerite Clerc
Pour les articles homonymes, voir Clerc.
Antoine-Marguerite Clerc , né le 19 juillet 1774 à Lyon mort le 9 décembre 1846 à Paris, est un général français du Premier Empire.

## Biographie

### Soldat de laRévolution française
Soldat aux chasseurs de Bretagne (10e chasseurs à cheval en 1791) le 1er novembre 1790, brigadier-fourrier le 16 mai 1793, maréchal des logis-chef le 14 germinal an II, et sous-lieutenant le 16 nivôse an V, Antoine-Marguerite Clerc sert aux armées du Rhin et d'Italie de 1793 à l'an VII.
À l'affaire du 17 mai 1793, devant Landau, il reçoit un coup de sabre au poignet gauche. Dans un engagement en avant du village de Reull près de Mannheim le 9 prairial an II, il est atteint d'un coup de feu au travers du corps et d'un coup de sabre à la main droite. Aux affaires des 3 frimaire an II et 14 germinal an III, il reçoit un coup de feu à l'épaule gauche et un coup de sabre sur la tête. Pendant celle dernière campagne, le peloton de vingt-cinq chasseurs dont il fait partie enlève, sous les yeux du général Desaix, une grand'garde du régiment de hussards de Wurmser, et contribue, peu de temps après, à la prise d'un poste de 200 hommes d'infanterie qui servent également de grand'garde aux troupes de la garnison autrichienne de Manheim. Au combat de Bellune (Italie), suivi de quatre chasseurs seulement, il fait mettre bas les armes à 3 officiers et à 300 soldats autrichiens dans le quartier général ennemi.

### Officier duPremier Empire
Le 13 nivôse an VIII (3 janvier 1800), il passe avec son grade de sous-lieutenant dans les grenadiers à cheval de la garde des consuls, fait en cette qualité la campagne d'Italie (1799-1800) avec l'armée de réserve et prend sa part de gloire à la bataille de Marengo.
Nommé lieutenant en second le 29 messidor (18 juillet) suivant et lieutenant en premier le 4 brumaire an IX (26 octobre), puis capitaine-adjudant-major dans les chasseurs à cheval de la même garde le 9 vendémiaire an X (13 octobre 1801), il prend le commandement d'un escadron le 21 vendémiaire an XI, et est créé membre de la Légion d'honneur le 25 prairial an XII (14 juin 1804). Il fait la campagne de cette année et la suivante à l'armée des côtes de l'Océan, et passe chef d'escadron le 16 frimaire an XIII.
Il se fait remarquer à Ulm. À Austerlitz, il charge à la tête de 100 chasseurs une colonne russe qui se dirige en fuyant vers le lac d'Augzed, et lui enlève 8 pièces de canon. Cette action brillante lui vaut la croix d'officier de la Légion d'honneur, qui lui est conféré le 4 mars 1806. En 1806 et 1807, il fait les campagnes de Prusse et de Pologne, et passe a l'armée d'Espagne en 1808. Il y reçoit cette même année, le titre de baron de l'Empire.
Rappelé en Allemagne en 1809, il obtient le brevet de colonel à la suite d'un régiment de cuirassiers le 5 juin, et le 16 juillet celui de colonel titulaire du 1er régiment de cette arme. C'est à la tête de ce corps qu'il fait la campagne de Russie (1812), celle de Saxe (1813), pendant laquelle il est blessé d'un éclat d'obus à la bataille de Hanau, et celle de France (1814) jusque sous les murs de Paris, où il est encore atteint d'une blessure semblable.
Il a été nommé chevalier de l'ordre de la Couronne de fer le 18 septembre 1813, chevalier de Saint-Louis le 8 juillet 1814, et le 23 août maréchal de camp.

### Général dela Restaurationet de laMonarchie de Juillet
Confirmé dans le grade de général de brigade le 10 juin 1815, il ne prend aucune part aux événements militaires de 1815.
Chargé en 1816 du commandement du département de la Drôme, dans la 7e division militaire, il passe en 1818 à celui de l'Orne, dans la 14e division, et reçoit le titre de vicomte par lettres patentes du 28 mars de cette année. Appelé le 21 avril 1820 au commandement de la 3e subdivision de la même division territoriale, il est ensuite successivement mis en disponibilité, employé dans l'inspection générale de la gendarmerie, et nommé le 30 octobre 1829, commandeur de la Légion d'honneur.
Entré en disponibilité après la révolution de juillet 1830, et placé dans le cadre de réserve de l'état-major général le 15 août 1839, le général Clerc est encore dans la même position en 1845.
Il meurt à Paris le 9 décembre 1846. Il repose dans la 27e division du cimetière du Père-Lachaise.

## Titres
- Chevalier de l'Empire, par lettres patentes du 20 août 1808 ;
- Baron de l'Empire par décret du 15 août 1809 et lettres patentes du 4 juin 1810 ;
- Vicomte héréditaire par lettres patentes du 28 mars 1818.

## Décorations
- Légion d'honneur :
  - Chevalier de la Légion d'honneur le 25 prairial an XII (14 juin 1804), puis,
  - Officier de la Légion d'honneur le 4 mars 1806, puis,
  - Commandeur de la Légion d'honneur le 30 octobre 1829, puis,
  - Grand officier de la Légion d'honneur le 14 avril 1844 ;
- Ordre royal et militaire de Saint-Louis :
  - Chevalier de Saint-Louis le 8 juillet 1814 ;
- Chevalier de l'ordre de la Couronne de fer le 18 septembre 1813).